# جک تیولوا
جک تیولوا (به فرانسوی: Jack Thieuloy) نویسنده و رمان‌نویس قرن بیستم میلادی اهل فرانسه بود.